# Ligidium werneri
Ligidium werneri là một loài chân đều trong họ Ligiidae. Loài này được Strouhal miêu tả khoa học năm 1937.